# Apeadeiro de Espadanal da Azambuja
O Apeadeiro de Espadanal da Azambuja, originalmente denominado apenas de Espadanal, é uma gare da Linha do Norte, situada no município de Azambuja, em Portugal. É servido pela Linha da Azambuja da rede de comboios suburbanos de Lisboa.

## História
Esta interface situa-se no troço da Linha do Norte entre as estações de Carregado e Virtudes, que foi aberto à exploração em 31 de Julho de 1857 pelo estado português, tendo sido transferido para a Companhia Real dos Caminhos de Ferro Portugueses em 1860. Porém, não fazia parte originalmente da linha, tendo a Gazeta dos Caminhos de Ferro de 1 de Agosto de 1964 noticiado que tinha sido aberto à exploração o apeadeiro de Espadanal, na Azambuja.
Em Novembro de 2004, estava planeada a realização de obras no apeadeiro de Espadanal da Azambuja, no âmbito de um programa da Rede Ferroviária Nacional para a modernização da Linha do Norte.